# Démographie de la Haute-Loire
La démographie de la Haute-Loire est caractérisée par une densité faible et une population âgée qui croît lentement depuis les années 2000.
Avec ses 228 161 habitants en 2022, le département français de la Haute-Loire se situe en 86e position sur le plan national.
En six ans, de 2015 à 2021, sa population s'est accrue de près de 250 unités, c'est-à-dire de plus ou moins 40 personnes par an. Mais cette variation est différenciée selon les 257 communes que comporte le département.
La densité de population de la Haute-Loire, 45,8 habitants par kilomètre carré en 2022, est deux fois inférieure à celle de la France entière qui est de 107,1 hab./km2 pour la même année.
Les habitants de la Haute-Loire s'appellent les Altiligériens et les Altiligériennes.

## Évolution démographique du département de la Haute-Loire
Le département a été créé par décret du 4 mars 1790. Il comporte alors trois districts (Le Puy, Brioude et Monistrol-sur-Loire) et 28 cantons. Le premier recensement sera réalisé en 1801 et ce dénombrement, reconduit tous les cinq ans à partir de 1821, permettra de connaître plus précisément l'évolution des territoires.
Avec 292 078 habitants en 1831, le département représente 0,9 % de la population française, qui est alors de 32 569 000 habitants. De 1806 à 1886, la population s'accroît de 51 943 habitants, soit près de 20 % (19,37 %). Elle va rester stable jusqu'en 1906, ne baissant que de 5 293 habitants, soit 1,63 % sur 20 ans. Elle va baisser à partir de cette date jusqu'au milieu des années 1970, plus lentement à partir des années 1960 (−109 279 habitants, soit - 35 %, sur 70 ans). La population va à nouveau progresser (+ 21 848 habitants, + 10 %) à partir de cette période.
En 2022, le département comptait 228 161 habitants, en évolution de +0,36 % par rapport à 2016 (France hors Mayotte : +2,11 %).
| 1791 | 1801    | 1806    | 1821    | 1826    | 1831    | 1836    | 1841    | 1846    |
| ---- | ------- | ------- | ------- | ------- | ------- | ------- | ------- | ------- |
| -    | 229 773 | 268 120 | 276 830 | 285 673 | 292 078 | 295 384 | 298 137 | 307 161 |

| 1851    | 1856    | 1861    | 1866    | 1872    | 1876    | 1881    | 1886    | 1891    |
| ------- | ------- | ------- | ------- | ------- | ------- | ------- | ------- | ------- |
| 304 615 | 300 994 | 305 521 | 312 661 | 308 732 | 313 721 | 316 461 | 320 063 | 316 735 |

| 1896    | 1901    | 1906    | 1911    | 1921    | 1926    | 1931    | 1936    | 1946    |
| ------- | ------- | ------- | ------- | ------- | ------- | ------- | ------- | ------- |
| 316 699 | 314 058 | 314 770 | 303 838 | 268 910 | 258 610 | 251 608 | 245 271 | 228 076 |

| 1954    | 1962    | 1968    | 1975    | 1982    | 1990    | 1999    | 2006    | 2011    |
| ------- | ------- | ------- | ------- | ------- | ------- | ------- | ------- | ------- |
| 215 577 | 211 036 | 208 337 | 205 491 | 205 895 | 206 568 | 209 113 | 219 484 | 224 907 |

| 2016    | 2021    | 2022    | - | - | - | - | - | - |
| ------- | ------- | ------- | - | - | - | - | - | - |
| 227 339 | 227 284 | 228 161 | - | - | - | - | - | - |

## Population par divisions administratives

### Arrondissements
Le département de la Haute-Loire comporte trois arrondissements. La population se concentre principalement sur l'arrondissement du Puy-en-Velay, qui recense 43 % de la population totale du département en 2022, avec une densité de 50,3 hab./km2, contre 38 % pour l'arrondissement d'Yssingeaux et 20 % pour celui de Brioude.
| Arrondissement  | Population(2022) | Variation(2022/2016)                       | Superficie(km2) | Densité(hab./km2) |
| --------------- | ---------------- | ------------------------------------------ | --------------- | ----------------- |
| Le Puy-en-Velay | 97 088           | en évolution de +0,61 % par rapport à 2016 | 1 930,7         | 50,3              |
| Yssingeaux      | 86 295           | en évolution de +1,44 % par rapport à 2016 | 1 159,7         | 74,4              |
| Brioude         | 44 778           | en évolution de −2,16 % par rapport à 2016 | 1 886,8         | 23,7              |
| Source : Insee. |                  |                                            |                 |                   |

### Communes de plus de5 000 habitants
Sur les 257 communes que comprend le département de la Haute-Loire, 28 ont en 2021 une population municipale supérieure à 2 000 habitants, six ont plus de 5 000 habitants et une a plus de 10 000 habitants : Le Puy-en-Velay.
Les évolutions respectives des communes de plus de 5 000 habitants sont présentées dans le tableau ci-après.
| Commune             | Population(2022) | Variation(2022/2016)                       | Superficie(km2) | Densité(hab./km2) |
| ------------------- | ---------------- | ------------------------------------------ | --------------- | ----------------- |
| Le Puy-en-Velay     | 18 989           | en évolution de −0,66 % par rapport à 2016 | 16,79           | 1 131             |
| Monistrol-sur-Loire | 8 874            | en évolution de +1,35 % par rapport à 2016 | 48,25           | 183,9             |
| Yssingeaux          | 7 380            | en évolution de +3,04 % par rapport à 2016 | 80,57           | 91,6              |
| Brioude             | 6 523            | en évolution de −2,9 % par rapport à 2016  | 13,52           | 482,5             |
| Aurec-sur-Loire     | 6 133            | en évolution de +0,36 % par rapport à 2016 | 22,44           | 273,3             |
| Sainte-Sigolène     | 6 060            | en évolution de +1,69 % par rapport à 2016 | 30,64           | 197,8             |
| Source : Insee.     |                  |                                            |                 |                   |

## Structures des variations de population

### Soldes naturels et migratoires depuis 1968
La variation moyenne annuelle a cru depuis les années 1970 jusqu'en 2010, passant de −0,2 à 0,6 %, pour diminuer sur la dernière période à 0 %.
Le solde naturel annuel, qui est la différence entre le nombre de naissances et le nombre de décès enregistrés au cours d'une même année, reste négatif à -0,3 % sur la période 2015-2021. La baisse du taux de natalité, qui passe de 13,7 à 8,9 ‰, n'est que peu compensée par une baisse du taux de mortalité, qui passe de 13,9 à 11,8 ‰.
Après avoir cru sur la période courant de 1968 à 2010, passant de −0,2 à 0,6 %, le flux migratoire est en baisse à 0,3 %. Néanmoins, il suffit à compenser le solde naturel négatif et à permettre une légère croissance démographique.
| Indicateurs démographiques                       | 1968 à1975 | 1975 à1982 | 1982 à1990 | 1990 à1999 | 1999 à2010 | 2010 à2015 | 2015 à2021 |
| ------------------------------------------------ | ---------- | ---------- | ---------- | ---------- | ---------- | ---------- | ---------- |
| Variation annuelle moyenne de la population en % | -0,2       | 0,0        | 0,0        | 0,1        | 0,6        | 0,3        | 0,0        |
| - due au solde naturel en %                      | -0,0       | -0,2       | -0,1       | -0,1       | 0,0        | -0,1       | -0,3       |
| - due au solde apparent des entrées sorties en % | -0,2       | 0,2        | 0,2        | 0,3        | 0,6        | 0,4        | 0,3        |
| Taux de natalité en ‰                            | 13,7       | 11,8       | 11,3       | 10,5       | 11,1       | 10,0       | 8,9        |
| Taux de mortalité en ‰                           | 13,9       | 13,4       | 12,7       | 11,8       | 11,0       | 10,8       | 11,8       |
| Source : Insee.                                  |            |            |            |            |            |            |            |

### Mouvements naturels sur la période 2014-2022
En 2014, 2 157 naissances ont été dénombrées contre 2 373 décès. Le nombre annuel des naissances a diminué depuis cette date, passant à 1 828 en 2022, indépendamment à une augmentation, mais relativement faible, du nombre de décès, avec 2 833 en 2022. Le solde naturel est ainsi négatif et diminue, passant de -216 à −1 005.
Pour des raisons techniques, il est temporairement impossible d'afficher le graphique qui aurait dû être présenté ici.

## Densité de population
La densité de population augmente depuis 1975.
En 2021, la densité était de 45,7 hab./km2.
| 1968 |  | 41.9 |  |

| 1975 |  | 41.3 |  |

| 1982 |  | 41.4 |  |

| 1990 |  | 41.5 |  |

| 1999 |  | 42.0 |  |

| 2010 |  | 45.0 |  |

| 2015 |  | 45.6 |  |

| 2021 |  | 45.7 |  |

## Répartition par sexes et tranches d'âges
La population du département est plus âgée qu'au niveau national.
En 2021, le taux de personnes d'un âge inférieur à 30 ans s'élève à 30,5 %, soit en dessous de la moyenne nationale (35,1 %). À l'inverse, le taux de personnes d'âge supérieur à 60 ans est de 32,2 % la même année, alors qu'il est de 26,6 % au niveau national.
En 2021, le département comptait 111 820 hommes pour 115 464 femmes, soit un taux de 50,80 % de femmes, légèrement inférieur au taux national (51,61 %).
Les pyramides des âges du département et de la France s'établissent comme suit.
| Hommes | Classe d’âge | Femmes |
| ------ | ------------ | ------ |
| 0,9    | 90 ou +      | 2,5    |
| 8,4    | 75-89 ans    | 11,7   |
| 20,4   | 60-74 ans    | 20,5   |
| 21,3   | 45-59 ans    | 20,3   |
| 16,8   | 30-44 ans    | 16,3   |
| 15,2   | 15-29 ans    | 13,2   |
| 17     | 0-14 ans     | 15,6   |

| Hommes | Classe d’âge | Femmes |
| ------ | ------------ | ------ |
| 0,7    | 90 ou +      | 1,9    |
| 7,0    | 75-89 ans    | 9,5    |
| 16,6   | 60-74 ans    | 17,5   |
| 20,0   | 45-59 ans    | 19,5   |
| 18,8   | 30-44 ans    | 18,3   |
| 18,3   | 15-29 ans    | 16,7   |
| 18,6   | 0-14 ans     | 16,7   |

## Répartition par catégories socioprofessionnelles
La catégorie socioprofessionnelle des retraités est surreprésentée par rapport au niveau national. Avec 33,9 % en 2021, elle est 7,1 points au-dessus du taux national (26,8 %). La catégorie socioprofessionnelle des cadres et professions intellectuelles supérieures est quant à elle sous-représentée par rapport au niveau national. Avec 5 % en 2021, elle est 5,1 points en dessous du taux national (10,1 %).
| Catégorie socioprofessionnelle                    | 2015    | 2015 | 2021    | 2021 | Détails de l'année 2021 | Détails de l'année 2021 | Détails de l'année 2021            | Détails de l'année 2021            | Détails de l'année 2021            |
| Catégorie socioprofessionnelle                    | Nb      | %    | Nb      | %    | Hommes                  | Femmes                  | Part en % de la population âgée de | Part en % de la population âgée de | Part en % de la population âgée de |
| Catégorie socioprofessionnelle                    | Nb      | %    | Nb      | %    | Hommes                  | Femmes                  | 15 à 24 ans                        | 25 à 54 ans                        | 55 ans ou +                        |
| ------------------------------------------------- | ------- | ---- | ------- | ---- | ----------------------- | ----------------------- | ---------------------------------- | ---------------------------------- | ---------------------------------- |
| Agriculteurs exploitants                          | 4 408   | 2,3  | 4 511   | 2,4  | 3 423                   | 1 087                   | 0,6                                | 3,7                                | 1,7                                |
| Artisans, commerçants, chefs d'entreprise         | 8 130   | 4,3  | 8 409   | 4,4  | 6 080                   | 2 329                   | 1,0                                | 7,9                                | 2,2                                |
| Cadres et professions intellectuelles supérieures | 8 757   | 4,7  | 9 458   | 5,0  | 5 344                   | 4 114                   | 1,0                                | 9,1                                | 2,3                                |
| Professions intermédiaires                        | 24 030  | 12,8 | 25 163  | 13,2 | 11 292                  | 13 871                  | 9,2                                | 24,3                               | 4,5                                |
| Employés                                          | 29 275  | 15,6 | 28 065  | 14,8 | 5 948                   | 22 117                  | 14,5                               | 24,4                               | 6,4                                |
| Ouvriers                                          | 28 241  | 15,0 | 26 330  | 13,8 | 20 944                  | 5 385                   | 19,6                               | 23,0                               | 4,5                                |
| Retraités                                         | 61 967  | 33,0 | 64 501  | 33,9 | 30 343                  | 34 158                  | 0,0                                | 0,2                                | 71,8                               |
| Autres personnes sans activité professionnelle    | 22 927  | 12,2 | 23 736  | 12,5 | 9 683                   | 14 053                  | 54,2                               | 7,3                                | 6,6                                |
| Ensemble                                          | 187 734 | 100  | 190 172 | 100  | 93 058                  | 97 114                  | 100                                | 100                                | 100                                |
| Sources : Insee,.                                 |         |      |         |      |                         |                         |                                    |                                    |                                    |